# Breguet 19
Bréguet 19 (Bréguet XIX, skrót: Br.19, Bre.19) – francuski lekki bombowiec i samolot rozpoznawczy, a także rajdowy okresu międzywojennego, skonstruowany w zakładach Breguet i produkowany od 1924 roku. 

## Historia i rozwój
Samolot został zaprojektowany jako następca bardzo udanego lekkiego bombowca Breguet 14 z okresu I wojny światowej. Początkowo dla samolotu planowano napęd w postaci dwóch silników Bugatti napędzających jedno czteropłatowe śmigło. Prototyp w takiej postaci zaprezentowano na salonie lotniczym w Paryżu w listopadzie 1921, lecz ostatecznie z powodu problemów z napędem wybrano konwencjonalny układ z jednym silnikiem rzędowym Renault 12Kb o mocy 450 KM. W tej postaci prototyp oblatano w marcu 1922. Po próbach w sierpniu, samolot został zamówiony przez lotnictwo francuskie. Pierwszą doświadczalną serię 11 samolotów wyposażono dla celów testowych w różne silniki. W tamtym czasie, samolot Bréguet 19 wyróżniał się prędkością, większą o ok. 20-30 km/h od innych bombowców, a nawet samolotów myśliwskich, a także nowoczesną konstrukcją duralową. Dlatego też spotkał się z szerokim zainteresowaniem na świecie, spotęgowanym następnie przez jego sukcesy sportowe. 

Silnik Lorraine Dietrich 12 Eb eksponowany w MLP w Krakowie

Masową produkcję seryjną Br.19 podjęto we Francji w 1924 roku, dla lotnictwa francuskiego oraz na eksport. Samolot produkowano w podstawowych wersjach: rozpoznawczej Br.19 A2 i lekkiego bombowca Br.19 B2, różniących się od siebie w niewielkim stopniu. Obie wersje mogły być wyposażone w różne silniki, w zależności od wymagań odbiorcy. Najpowszechniejsze były silniki rzędowe Renault 12K (450 KM) i Lorraine-Dietrich 12Eb (450 KM) oraz 12Db (400 KM), lecz stosowano także inne silniki, głównie różne modele Hispano-Suiza o mocy ok. 450-500 KM. Trzecią wersją samolotu, mniej liczną, był ciężki myśliwiec Br.19 C2, nie różniący się zasadniczo konstrukcyjnie od innych wersji (według części publikacji, miał jedynie dodatkowy karabin maszynowy pilota). Używany był następnie we Francji także w wersji myśliwca nocnego Br.19 CN2. Na początku lat 30. część francuskich Br.19 B2 otrzymała nowe silniki Farman 12W.
Oprócz wersji wojskowych, powstawały też specjalne wersje rajdowe samolotu, przeznaczone do dalekich przelotów. Pierwszy samolot o zwiększonym zasięgu, oznaczony Br.19 GR (Grand Raid), zbudowano we Francji w 1925. Miał on pojemność zbiorników paliwa powiększoną do 1994 l. Podobną modyfikację jednego samolotu wojskowego przeprowadzili Belgowie. Cztery dalsze francuskie samoloty Br.19GR z 1926 podlegały dalej idącej przebudowie. W kadłubie miały one zbiorniki na łącznie 2920 l paliwa, na skutek czego kabiny pilotów były przesunięte nieco do tyłu, miały też większą rozpiętość skrzydeł – 15,90 m. Samoloty te i dalsze miały mocniejsze silniki 500-600 KM. Kolejną wersją był Br.19 TR z 1927, nazwany nieoficjalnie Bidon (manierka), od pojemności jego zbiorników. Pogrubiony i staranniej wykończony aerodynamicznie kadłub mieścił za silnikiem wielki integralny zbiornik paliwa o pojemności 3735 l. Razem z mniejszym zbiornikiem w górnym płacie, ich pojemność wynosiła 4125 l. Pięć egzemplarzy zbudowano w zakładach Bréguet, z tego pierwszy dla Belgii i dwa w hiszpańskich zakładach CASA (spotykane też są w publikacjach niższe liczby). Ostatni wariant rajdowy Super Bidon z 1929, przebudowany z TR, przeznaczony do lotu przez Atlantyk, miał zbiorniki paliwa o pojemności 5180 l, później zwiększone do 5580 l, zmodyfikowany i przedłużony kadłub, zmienioną komorę płatów oraz rozpiętość zwiększoną do 18,30 m. Napędzany był silnikiem Hispano-Suiza 12Lb o mocy 600 KM (później 650 KM). Podobny wariant rajdowy, z zapasem paliwa 5000 l, zbudowano także w Hiszpanii w 1933 (samolot o nazwie "Cuatro Vientos"), miał on ponadto zakryte kabiny.
Na podstawie doświadczeń z wersjami o zwiększonym zasięgu, opracowano ulepszoną wersję rozpoznawczą Br.19 ter z 1928, lecz brak wiadomości o jej ewentualnej produkcji i użyciu (należy zaznaczyć, że informacje o wielkości produkcji i silnikach napędzających tę wersję i kolejne są podawane rozbieżnie w popularnych publikacjach). Kolejne wersje wojskowe samolotu powstawały na potrzeby eksportowe. Najszerzej używana była Br.19.7 z silnikiem Hispano-Suiza 12Nb 650 KM z 1930 roku, opracowana dla Jugosławii. We Francji przebudowano 5 samolotów tego typu dla Jugosławii i zbudowano 55 na eksport, a w Jugosławii zbudowano 75 licencyjnych. Wersja ta osiągała prędkość 242 km/h. Następnie powstała wersja Br.19.8 z silnikiem gwiazdowym Wright GR-1820-F56 Cyclone o mocy 780 KM – w wariancie tym skompletowano w Jugosławii 48 nieukończonych płatowców Br.19.7, w latach 1935-1937. Wariant ten osiągał prędkość 279 km/h. W jednym egzemplarzu zbudowano wersje jugosłowiańskie Br.19.9 z silnikiem Hispano-Suiza 12Ybrs 860 KM i Br.19.10 z silnikiem Lorraine-Dietrich 12Hfrs Petrel o mocy 720 KM (według innych danych, zbudowano jedynie 99 samolotów łącznie wersji Br.19.7, 8, 9 i 10). Opracowano również wariant wojskowy wodnosamolotu Br 19 hydro, lecz poza jednym egzemplarzem dla Francji i drugim dla Japonii, nie podjęto produkcji.
Prototypami pozostały wersje cywilne Brégueta 19: samolot pocztowy i samolot pasażerski dla 6 pasażerów Br.19T. W niewielkiej liczbie natomiast produkowano dalsze wersje cywilne, z gruntownie przekonstruowanym pękatym kadłubem, noszące odrębne oznaczenia. Samolot pasażerski Br.26T z 1926, wyprodukowany w liczbie 3 sztuk we Francji i 2 w Hiszpanii, 
dla 8 pasażerów, trafił do ograniczonego użytku, w tym jako wojskowy samolot sanitarny. Następne warianty pasażerskie Br 280T, zbudowany w liczbie 9 sztuk, Br.281T i Br.284T (8 sztuk) używane były w komunikacji lotniczej we Francji, głównie w towarzystwie Air Union.
Ogółem we Francji zbudowano ponad 2000 samolotów Bréguet 19, około 700 zbudowano na licencji w hiszpańskich zakładach CASA, belgijskich SABCA i jugosłowiańskiej fabryce w Kraljewie.

## Użycie wojskowe

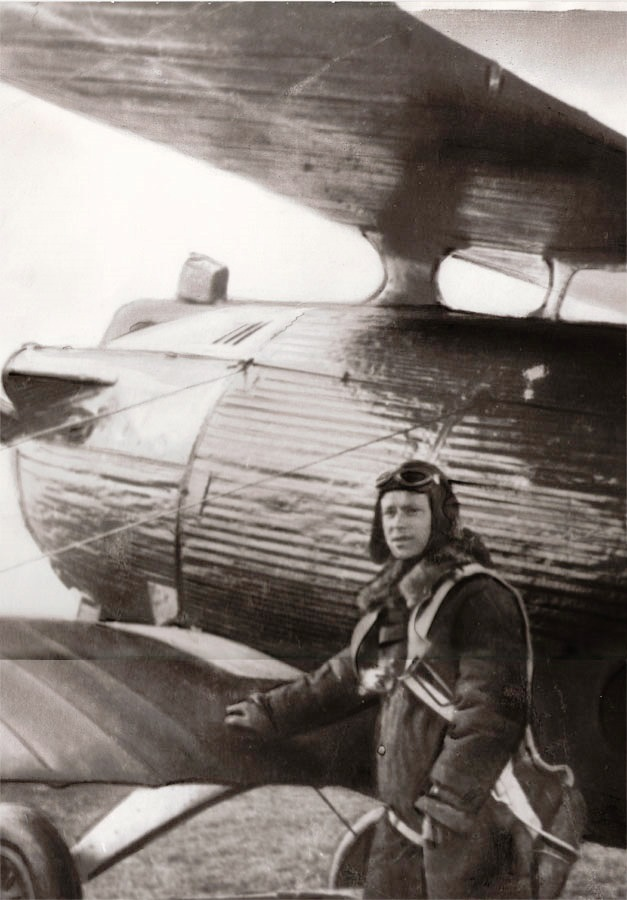
Albin Łakomy około 1936 roku przy samolocie Breguet 19 z 2 Pułku Lotniczego

Samoloty Bréguet 19 jako pierwsze weszły na uzbrojenie lotnictwa francuskiego w wersji rozpoznawczej A2 od jesieni 1924 roku, następnie od czerwca 1926 w wersji bombowej B2, po czym także myśliwskiej C2 i CN2. We Francji wycofano je ze służby w latach 30., ostatnie wycofano samoloty myśliwskie Br.19 CN2 w 1935 roku. Do 1937 roku jednak lotnictwo francuskie nadal używało Bréguetów 19 w koloniach na Bliskim Wschodzie i północnej Afryce, m.in. do tłumienia powstań ludności. Oprócz Francji, samoloty Bréguet 19 cieszyły się dużym zainteresowaniem za granicą i używane były przez siły powietrzne wielu państw.
Polskie lotnictwo zakupiło w latach 1925-30 250  samolotów A2 (rozpoznawczych) i B2 (bombowych), z silnikami Lorraine-Dietrich 12Eb o mocy 450 KM (20 samolotów było w wersji o zwiększonym zasięgu). Od 1926 były wprowadzane na uzbrojenie eskadr liniowych 1 Pułku Lotniczego, a w latach 1929-31, kiedy sprowadzono ich większość, na uzbrojenie 3, 5, 6 i 4 pułku lotniczego. Wyposażono w nie ogółem 15 eskadr bojowych i 8 szkolnych. Z eskadr bojowych Bréguety 19 wycofano w latach 1932-37. W eskadrach szkolnych i szkołach lotniczych przetrwały do lutego 1939 roku. Inspekcja płatowców wykazała zaawansowaną korozję duralowej konstrukcji samolotu i wstrzymanie lotów. Większość została zbombardowana na lotniskach podczas kampanii wrześniowej.
Belgia zakupiła w 1925 roku 6 samolotów Br.19 B2 i prawa do ich produkcji licencyjnej, po czym w zakładach SABCA wyprodukowano w latach 1926–1930 dla lotnictwa belgijskiego 146 Bréguetów 19 A2 i B2, używanych do połowy lat 30., napędzanych przez silniki Lorraine-Dietrich 12Eb i Hispano-Suiza 12Ha.
Hiszpania zakupiła prototyp oraz licencję na wytwarzanie Bréguetów 19 już w 1923 roku, po czym podjęto ich produkcję w zakładach CASA, w wersjach A2 i B2. Pierwsze 19 samolotów zakupiono we Francji. Początkowo 26 samolotów zmontowano z części francuskich, po czym wyprodukowano 177 samolotów, z czego 50 z silnikiem Hispano-Suiza, a pozostałe 127 z ostatecznie przyjętym przez Hiszpanów licencyjnym silnikiem Elizalde (Lorraine-Dietrich 12Eb 450 km). Samoloty Bréguet 19 stanowiły podstawowe wyposażenie hiszpańskich eskadr bombowych i wywiadowczych, aż do początkowego okresu wojny domowej, w której wzięły aktywny udział po obu stronach, zwłaszcza republikańskiej. W lipcu 1936 w służbie znajdowało się 135 samolotów, dalsze 20 nacjonaliści zakupili w 1936 z Polski. Z chwilą pojawienia się nowoczesnych myśliwców, Bréguety 19 ponosiły jednak duże straty, będąc już przestarzałym typem. Republikanie utracili podczas wojny 28 samolotów, a nacjonaliści 10 (w tym 2 republikańskie i 1 nacjonalistyczny uciekły do przeciwnych stron). Ocalałe samoloty były używane do szkolenia do 1940.
Jugosławia zakupiła w 1924 roku 100 samolotów Br 19 A2, których używała  w eskadrach rozpoznawczych, a następnie do szkolenia. W 1927 uzyskała licencję na budowę Bréguetów w fabryce w Kraljevie. Pierwszą partię 85 samolotów fabryka złożyła przysłanych w częściach z Francji, następne partie początkowo opierały się na częściach francuskich, ze stopniowo zwiększającym się udziałem przemysłu jugosłowiańskiego. Zbudowano ich 215 (pierwsze 150 samolotów w jugosłowiańskiej służbie miało silniki Lorraine-Dietrich, kolejne 150 Hispano-Suiza 12Hb 500 KM i ostatnie 100 – gwiazdowe Gnome-Rhone Jupiter 9Ab 420 KM, budowane na licencji). Od 1932 budowano wersję Br.19.7. Pierwsze 5 sztuk przebudowano dla Jugosławii we Francji, a następne 75 zbudowała fabryka w Kralewie (51 według innych źródeł). Pozostałe 48 sztuk ukończono w latach 1935–1937 jako Br.19.8, z silnikiem gwiazdowym Wright. Dane odnośnie do liczby jugosłowiańskich samolotów i ich wersji silnikowych spotykane w publikacjach są jednak rozbieżne (spotyka się też liczby: 27 oryginalnych Br.19A2, 451 produkcji jugosłowiańskiej oraz 99 wersji Br.19.7 i następnych). Część jugosłowiańskich Br.19 była używana bojowo po ataku Niemiec na Jugosławię podczas II wojny światowej w 1941 roku. Następnie, po upadku Jugosławii, do 1943, do 46 samolotów było używanych przez sprzymierzone z Niemcami państwo chorwackie do działań przeciwpartyzanckich. Jeden samolot, którego pilot zdezerterował, został zdobyty i używany w okresie czerwiec-lipiec 1942 przez partyzantów Tito. Następne dwa, zdobyte w kwietniu 1945, użyte zostały przez siły rządowe do walki z ustaszami.
Rumunia zakupiła w 1927 roku 50 samolotów w wersjach Br.19A2 i B2, a następnie 108 samolotów Br.19B2 i w 1930 roku 5 Br.19.7. Używane one były do 1938 roku. Grecja używała 30 Bréguetów 19A2, z tego część jeszcze użyta była bojowo w walkach z Włochami w 1940, dostarczając cennych danych o kierunku ataku sił włoskich. Samoloty te używane były również w Chinach – 70 samolotów zakupił sprawujący władzę w Mandżurii lokalny przywódca Zhang Zuolin, a wcześniej 4 zakupił rząd chiński. Turcja zakupiła we Francji 20 Bréguetów 19B2, a następnie w 1932 roku 50 Bréguetów 19.7. Oprócz tych państw, Bréguety 19 używane były w lotnictwie Argentyny (25), Boliwii (10, użyte podczas wojny o Chaco z Paragwajem), Persji (2), Wenezueli (12), Urugwaju i Brazylii (5). Bréguet 19, dostarczony w 1925, był pierwszym samolotem perskim, dostarczonym z zagranicy przez perskiego pilota. Kilka państw kupowało pojedyncze samoloty do testów (Włochy, ZSRR, Wielka Brytania). Według części publikacji, lotnictwo japońskie zakupiło samoloty Br.19 oraz licencję na ich wytwarzanie, lecz nie jest to potwierdzone, z wyjątkiem dwóch samolotów zakupionych przez gazetę Asahi Shimbun i użytych do celów sportowych (rajd Tokio-Londyn).

## Użycie sportowe
Dzięki nowoczesnej konstrukcji w czasie powstania, specjalnie modyfikowane, ale także seryjne wersje samolotów Bréguet 19 wykorzystywane były do wielu dalekich przelotów, bicia rekordów i w zawodach samolotów wojskowych. Już 17 lutego 1923 prototyp Br.19 wziął udział w konkursie samolotów wojskowych w Madrycie, który wygrał uzyskując największą prędkość. Następnie, 12 marca 1923 uzyskał międzynarodowy rekord wysokości lotu 5992 m z ładunkiem 500 kg. 

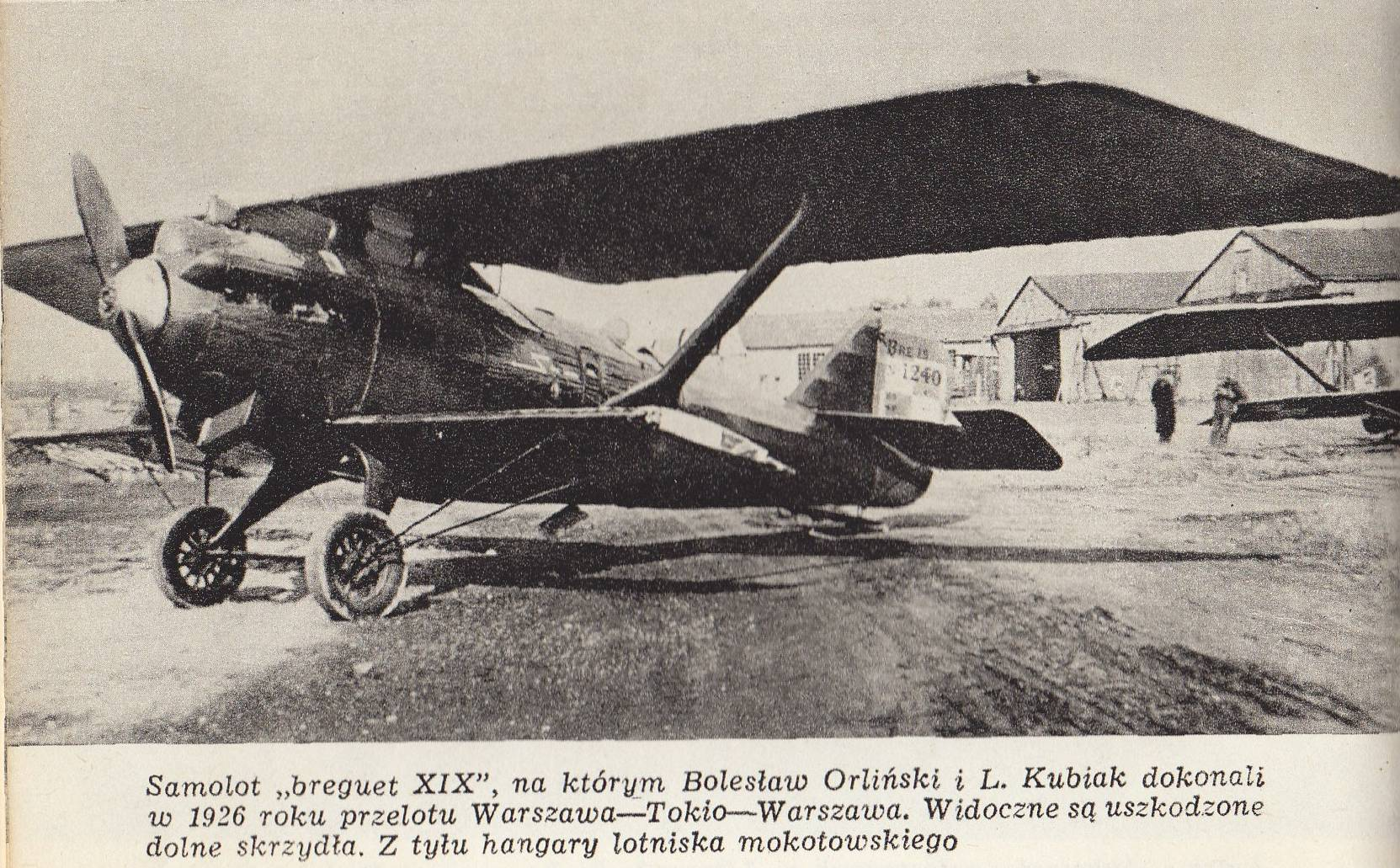
Samolot Orlińskiego i Kubiaka po powrocie z lotu Warszawa-Tokio-Warszawa na lotnisku mokotowskim w Warszawie

Na zmodyfikowanym wojskowym Breguecie 19 A2, z dodatkowym zbiornikiem paliwa, w dniach od 27 sierpnia do 25 września 1926 pilot Bolesław Orliński i mechanik Leon Kubiak dokonali lotu z Warszawy do Tokio, na trasie długości 10 300 km oraz z powrotem, pomimo uszkodzenia śmigła i dolnego płata w trasie. Loty na podobnej trasie na Bréguetach odbyły także załogi: japońska H. Abe i K. Kawachi (lipiec 1925: Tokio–Paryż–Londyn, dwoma zmodyfikowanymi samolotami A2) oraz duńska (Botwed).
W latach 1927–1930, rumuńskie, jugosłowiańskie i polskie samoloty Bréguet 19 były licznie używane w wojskowych zawodach: Lotach Małej Ententy i Polski (m.in. w 1927 polska załoga Franciszka Żwirki zajęła drugie miejsce, w 1929 załoga rumuńska drugie miejsce, w 1930 jugosłowiańska pierwsze miejsce).
Na samolotach wersji GR, a później TR ustanowiono kilka rekordów świata, głównie odległości przelotu, począwszy od przelotu 3166 km z Paryża do Villa Cisneros 3 lutego 1925 (lotnicy Arrachart i Lemmaitre). 
14–15 lipca 1926 lotnicy Girier i Dordilly ustanowili światowy rekord odległości lotu 4716 km na trasie Paryż–Omsk samolotem GR, poprawiony wkrótce 31 sierpnia przez załogę Challe – Weiser na 5174 km, a następnie na 5450 km przez Dieudonné Costesa i J. Rignot 28 października 1926. Od 10 października 1927 do 14 kwietnia 1928 Costes i Le Brix dokonali na Br.19 GR (o nazwie „Nungesser – Coli”) lotu dookoła świata na dystansie 57 410 km, pokonując południowy Atlantyk w locie (jedynie Pacyfik pokonali z San-Francisco do Tokio statkiem]. 
Specjalnie do lotu przez północny Atlantyk powstała wersja Super Bidon. Na samolocie tym, nazwanym „?” (Point d'Interrogation – znak zapytania), Dieudonne Costes i Maurice Bellonte 27-29 września 1929 ustanowili rekord odległości przelotu 7905 km z Paryża do Qiqihar. W dniach 1-2 września 1930, Costes wraz z Bellonte przeleciał na nim z Paryża do Nowego Jorku na dystansie 5850 km – był to pierwszy przelot północnego Atlantyku w trudniejszym kierunku zachodnim. Drugi samolot w wersji dalekodystansowej, hiszpański „Cuatro Vientos” nie miał tyle szczęścia, gdyż po przelocie transatlantyckim z Sewilli na Kubę 10–11 czerwca 1933 (7320 km), jego załoga M. Barberan i J. Collar Serra zaginęła następnie nad Meksykiem.

## Opis techniczny (wersje A2 i B2)

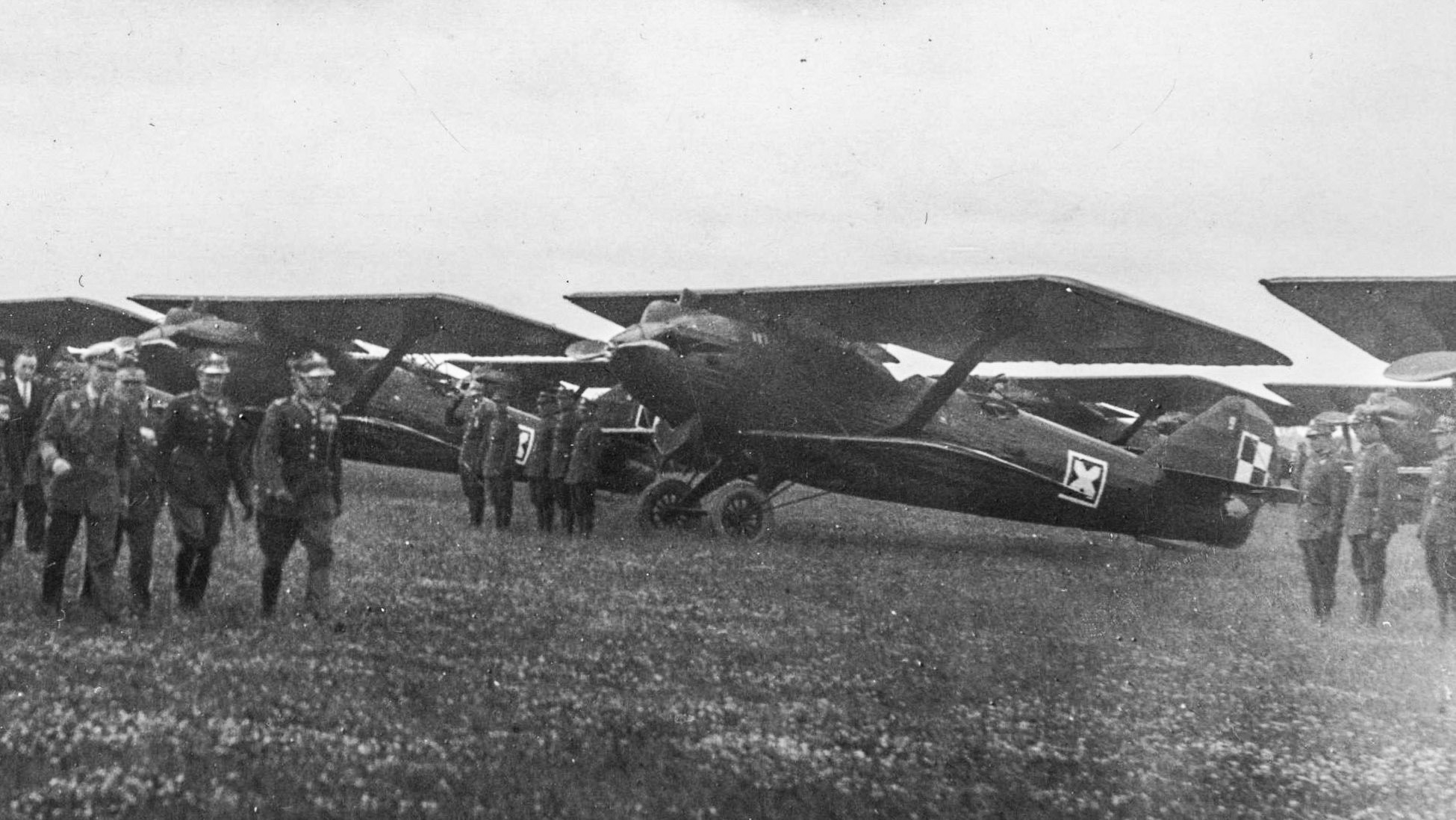
Samoloty Bréguet 19 B2 1 plot na lotnisku Okęcie

Jednosilnikowy dwupłat (półtorapłat) zastrzałowy o konstrukcji metalowej kratownicowej, pokryty blachą duralową (przednia i środkowa część kadłuba) i płótnem (tylna część kadłuba, płaty i usterzenie). Usterzenie klasyczne. Podwozie samolotu stałe z płozą ogonową.
Załoga 2 osoby: pilot i obserwator /bombardier. Kabiny załogi odkryte, w układzie tandem, z podwójnymi sterownicami.
Uzbrojenie obronne składało się z czterech karabinów maszynowych: jednego zsynchronizowanego karabinu maszynowego pilota Vickers kal. 7,7 mm i dwóch sprzężonych km-ów obserwatora Lewis kal. 7,7 mm na obrotnicy, a ponadto rzadko używanego jednego km-u obserwatora strzelającego w dół przez wycięcie w podłodze (według części źródeł, wersje myśliwskie C2 i CN2 miały w miejsce jednego, dwa zsynchronizowane karabiny maszynowe pilota). Samolot w wersji bombowej zabierał maksymalnie 472 kg bomb pod kadłubem lub w przypadku bomb wagomiarów do 50 kg, w pionowej komorze bombowej. Samolot w wersji rozpoznawczej mógł zabierać 120 kg bomb (12 po 10 kg).
Napęd: jeden silnik tłokowy napędzający śmigło ciągnące. Stosowano przede wszystkim silniki rzędowe, chłodzone wodą, głównie: Renault 12Kb (o mocy 450 KM), 12Kd (o mocy 480 KM), Lorraine-Dietrich 12Db (400 KM), 12 Eb (450 KM), Hispano-Suiza 12Ha (450 KM), Hispano-Suiza 12Hb (500 KM), Farman 12W (500 KM). Silniki Lorraine-Dietrich 12Eb były zbudowane w układzie „W”, pozostałe rzędowe w układzie „V”. W części samolotów jugosłowiańskich stosowano silnik gwiazdowy Gnome-Rhône 9Ab Jupiter (420 KM) chłodzony powietrzem. Zbiornik paliwa o pojemności standardowo 365 l w kadłubie. Samoloty w wersji rozpoznawczej A2 miały aparat fotograficzny Gaumont w kadłubie. Mogły być wyposażone w radiostację.